# Viktor An
Viktor An (rusko Виктор Ан), rojen Ahn Hyun Soo (korejsko 안현수), južnokorejsko-ruski hitrostni drsalec na kratke proge, * 23. november 1985, Seul, Južna Koreja.
Ahn je začel svojo drsalsko kariero v osnovni šoli. Vzgled mu je bil zimski olimpijski prvak v Lillehammerju leta 1994 Chae Ji-Hoon, ki je osvojil zlato na 500 m in srebro na 1000 m za Južno Korejo.
Je trikratni svetovni prvak, osvojil jih je v zaporedju od leta 2003 do 2005 in je bivši svetovni rekorder na 1500 m.
Na zimskih olimpijskih igrah 2006 je osvojil 4 medalje. Zlato na 1500 m in 1000 m, kjer je tudi postavil nov olimpijski rekord s časom 1:26:739. Veliko je pripomogel tudi k zmagi 5000 m štafetne Južno Korejske ekipe. Osvojil je še bron na 500 m.
Od leta 2011 je ruski državljan in je na zimskih olimpijskih igrah 2014 v Sočiju za Rusijo osvojil 3 zlate in 1 bronasto medaljo.